# Abierto de Australia 1981
Lista de los campeones del Abierto de Australia de 1981:

## Individual masculino
Johan Kriek (RSA) d. Steve Denton (USA), 6–2, 7–6(7–1), 6–7(1–7), 6–4

## Individual femenino
Martina Navratilova (USA) d. Chris Evert (USA), 6–7(4–7), 6–4, 7–5

## Dobles masculino
Mark Edmondson/Kim Warwick (AUS)

## Dobles femenino
Kathy Jordan (USA)/Anne Smith (USA)
| Predecesor: 1980                           | Abierto de Australia 1981 | Sucesor: 1982                         |
| Predecesor: Abierto de Estados Unidos 1981 | Grand Slam 1981           | Sucesor: Torneo de Roland Garros 1982 |

- Datos: Q743515